# Сен-Сюльпіс (Во)
Сен-Сюльпіс (фр. Saint-Sulpice) — громада  в Швейцарії в кантоні Во, округ Лозанна-Захід.

## Географія
Громада розташована на відстані близько 85 км на південний захід від Берна, 7 км на південний захід від Лозанни.
Сен-Сюльпіс має площу 1,9 км², з яких на 77,5% дозволяється будівництво (житлове та будівництво доріг), 15,4% використовуються в сільськогосподарських цілях, 7,1% зайнято лісами, 0% не є продуктивними (річки, льодовики або гори).

## Демографія
2019 року в громаді мешкало 4704 особи (+44,8% порівняно з 2010 роком), іноземців було 47,1%. Густота населення становила 2529 осіб/км².
За віковим діапазоном населення розподілялося таким чином: 22,3% — особи молодші 20 років, 60,3% — особи у віці 20—64 років, 17,3% — особи у віці 65 років та старші. Було 2139 помешкань (у середньому 2,1 особи в помешканні).
Із загальної кількості 1440 працюючих 5 було зайнятих в первинному секторі, 238 — в обробній промисловості, 1197 — в галузі послуг.